# Толмачёв, Владимир Яковлевич

В. Я. Толмачёв в военной форме

Влади́мир Я́ковлевич Толмачёв (21 ноября [3 декабря] 1876, Шадринск, Пермская губерния — 7 мая 1942, Шанхай, Режим Ван Цзинвэя) — русский и советский ученый-археолог, один из первых исследователей археологических памятников на Урале.

## Биография
Владимир Яковлевич Толмачёв родился 21 ноября (3 декабря) 1876 года в небогатой дворянской семье в городе Шадринске Шадринского уезда Пермской губернии, ныне город областного подчинения Курганской области. Его отец — Яков Алексеевич, служил нотариусом в Шадринске; мать Мария Ефимовна (урожд. Ушакова, 1853, с. Новое, Новгородская губерния —?) занималась домашним хозяйством и воспитывала детей, которых, кроме Владимира, было ещё трое — Николай (род. 1882), Мария (род. около 1885) и Елена (род. около 1888).
В 1896 году окончил Екатеринбургскую гимназию, где сблизился с семьёй преподавателя французского языка и основателя Уральского общества любителей естествознания Онисима Егоровича Клера. Его сестра Мария вышла замуж за Георгия Онисимовича Клера.
В 1896 году поступил на естественнонаучное отделение физико-математического факультета Императорского Санкт-Петербургского университета (специальность география) и одновременно — в Высшее художественное училище при Императорской Академии художеств. В 1900 году он также поступил на второй курс Санкт-Петербургского археологического института. Во время обучения в нём проводил археологические разведки на берегах рек Синары и Караболки, озёр Шигирского и Исетского. Оба вуза окончил в 1902 году
В 1902 году поступил вольноопределяющимся I разряда в Лейб-гвардии Павловский полк. В 1904 году выдержал экзамен на чин прапорщика.
После начала Русско-японской войны назначен на должность адъютанта командира 4-го батальона 6-го пехотного Сибирского Енисейского полка. 5 (18) марта 1904 года в Харлампиевской церкви города Иркутска было венчание лейтенанта флота Александра Васильевича Колчака и Софьи Фёдоровны Омировой; поручителями со стороны жениха были генерал-майор Василий Иванович Колчак и боцман Никифор Алексеевич Бегичев, с стороны невесты — подпоручик Иркутского Сибирского полка И.И. Желейщиков и прапорщик В.Я. Толмачёв. Участвовал в сражении при Ляояне и в сражении на реке Шахе, затем был заведующим складом военного имущества в Харбине.
После окончания Русско-японской войны служил старшим контролёром акцизного управления Министерства финансов в Енисейской губернии, город Красноярск.
С 1906 по 1907 годы он путешествовал по крупным городам России, знакомясь с археологическими коллекциями; посетил Малакку, Сингапур, Цейлон, Индию и Египет. В 1907 году совершил поездку по Енисею до Усинского пограничного округа, собрал коллекцию сибирских древностей, которая была приобретена Императорской академией наук.
Был действительным членом Уральского общества любителей естествознания с 1907 года, в 1918—1919 годах избран ученым секретарем УОЛЕ.
С 1908 по 1914 год служил делопроизводителем Крестьянского поземельного банка Министерства финансов в Санкт-Петербурге.

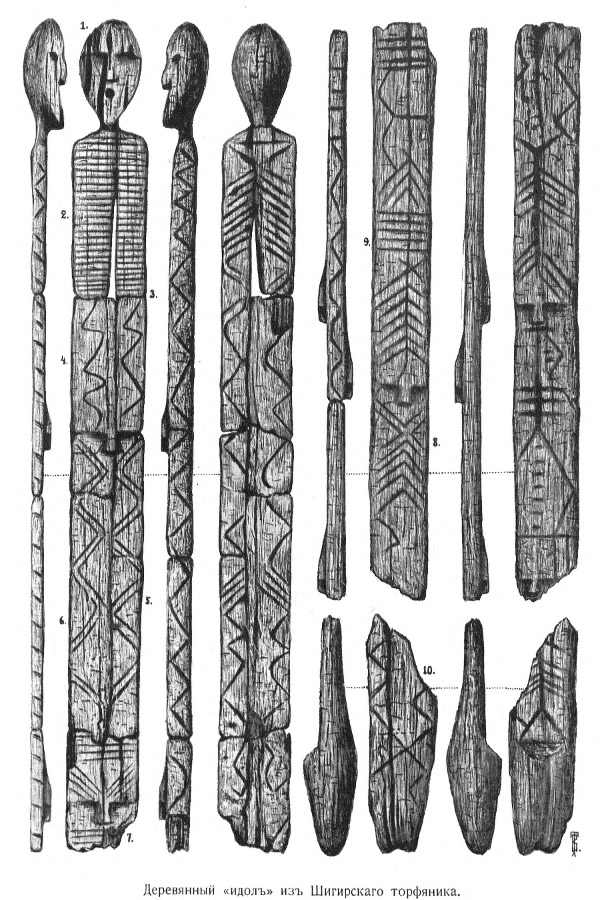
Прорисовка Шигирского идола В. Я. Толмачёвым; 1916 год

В 1908 году Толмачёв был командирован Императорской археологической комиссией в Оренбургскую губернию с целью проведения там археологической разведки. В 1909—1910 годах он проводил исследования в Самарской губернии. В 1911 году он предпринял раскопки курганов у деревни Серковой в Шадринском уезде. По заданию Археологической комиссии в 1914 году обследовал все известные наскальные изображения в Верхотурском, Ирбитском, Камышловском, Екатеринбургском и Шадринском уездах. В 1914 году Толмачёвым проведена научная реконструкция Большого Шигирского идола и полная его зарисовка. В ноябре 1914 года возвратился в Петроград.
В 1914 году, после начала Первой мировой войны, был снова призван на военную службу с назначением адъютантом в запасный батальон Лейб-гвардии Семёновского полка, обучал прапорщиков топографии. В 1917 году из запасных батальонов сформирована 1-я гвардейская резервная бригада, где он служил старшим адъютантом. В сентябре 1917 года демобилизован.
В 1917 году посетил ряд открытых им ранее памятников, где снял подробные планы. После Октябрьской революции приехал в Екатеринбург, вёл краеведческие занятия со слушателями Народного университета. В 1919 году был хранителем музея Екатеринбургской земской управы. Накануне вступления частей Рабоче-крестьянской Красной Армии в Екатеринбург в июле 1919 года Толмачёв покинул город.
В первой половине 1920-х годов Толмачёв в числе беженцев уехал в Читу, где поступил на службу в Областную земскую управу, а в конце ноября 1920 года. назначен на должность инструктора Отдела искусств секции охраны памятников искусств и старины, а затем «перемещается на должность заведывающего отделом мастерской учебных коллекций Минпроса» Дальневосточной республики. Приказом по министерству от 3 сентября 1921 года назначен преподавателем Государственного института народного образования (ГИНО) «с определением его на кафедре согласно его специальности», преподавал историю первобытной культуры. В 1920 году вошёл в Совет Забайкальского отделения Русского Географического Общества. По предложению Временного Совета Читинского краевого музея на общем собрании Читинского отделения Приамурского отдела Русского географического общества 15 февраля 1921 г. В.Я. Толмачёв был принят его действительным членом. В октябре 1921 года он просит об увольнении со службы в мастерской учебных пособий, а 14 февраля 1922 года выбывает из числа преподавателей ГИНО.
В июле 1922 года уехал к брату в Харбин, имея паспорт ДВР. Работал десятником на стройке у брата. В 1923 году создано Общество изучения Маньчжурского края. С 1923 года изучал Верхнюю столицу чжурчжэней — городище Байчэн.
С 1925 года служил на КВЖД, сменил паспорт ДВР на паспорт СССР. Сформировал Тарифно-показательный музей и возглавлял его в должности временного хранителя до 1 апреля 1935 года, продолжал заниматься археологией. В 1926 году Толмачёв вместе с почвоведом Т.П. Гордеевым обследовал место находки бивня мамонта на территории современного Харбина. В 1927 году по приглашению токийского Дальневосточного археологического общества принимал участие в раскопках на юге Ляодунского полуострова. В 1929 году опубликовал информацию о находке позвонка шерстистого носорога в районе города Хайлар. К началу 1933 года им было опубликовано 17 статей, посвященных изучению товарного рынка Северной Маньчжурии. 23 марта 1935 года СССР продал КВЖД Маньчжоу-Го, советским гражданам было предписано вернуться в СССР. В апреле 1935 года Толмачёвы отказались от советского гражданства и возбудили ходатайство о переходе в эмигрантское состояние.
В начале декабря 1936 года переехал в Шанхай, преподавал в 1-м реальном училище им. А. С. Пушкина, затем — в училище им. Н. И. Пирогова. Стал одним из основателей Кружка любителей естествознания. Весной 1937 года попал в автокатастрофу, долго лечился. Русский эмигрантский комитет в Шанхае помог Толмачёвым получить паспорта Китайской республики в июле 1938 года
В Китае В. Я. Толмачёв занялся рисованием и живописью. 18 июня 1939 года открылась выставка его работ. Последние годы жизни провел в Шанхае. В 1942 году В. Я. Толмачёв получил советское гражданство и выехал на Родину вместе с женой.
Владимир Яковлевич Толмачёв умер в 2 часа дня 7 мая 1942 года, некролог был опубликован в газете «Шанхайская Заря» от 8 мая 1942 года. Похоронен на кладбище Лю-Кавей Шанхайской французской концессии Французского Государства, остальная часть города Шанхая Китайской республики в то время находилась под контролем режима Ван Цзинвэя, ныне город центрального подчинения Китайской Народной Республики. Кладбище не сохранилось.

## Награды
Во время службы в Русской императорской армии был награждён:
- Императорский орден Святой Анны II степени, 25 марта (7 апреля)  1916 года[7]
- Императорский и Царский Орден Святого Станислава II степени с мечами, 1907 год[8]
- Императорский орден Святой Анны III степени с мечами и бантом
- Императорский и Царский Орден Святого Станислава III степени с мечами и бантом
- Императорский орден Святой Анны IV степени с надписью «За храболсть»
- Медаль «В память русско-японской войны»
- Медаль «В память 300-летия царствования дома Романовых»
- Рыцарский Крест ордена Короны Румынии (5-я степень)

## Семья
- Жена Екатерина Петровна (1892, Санкт-Петербург — ?), бухгалтер, после смерти муже переехала в Сан-Франциско, США.
  - Дочь Елена (1918, Екатеринбург — ?), в 1937 году вышла замуж за русского эмигранта и взяла фамилию Корейша.